# Winchester, Virginia
Winchester este un oraș independent din statul american Virginia din Statele Unite ale Americii.

## Personalități născute aici
- Richard Byrd (1888 - 1957), ofițer de marină.